# Hellwigia

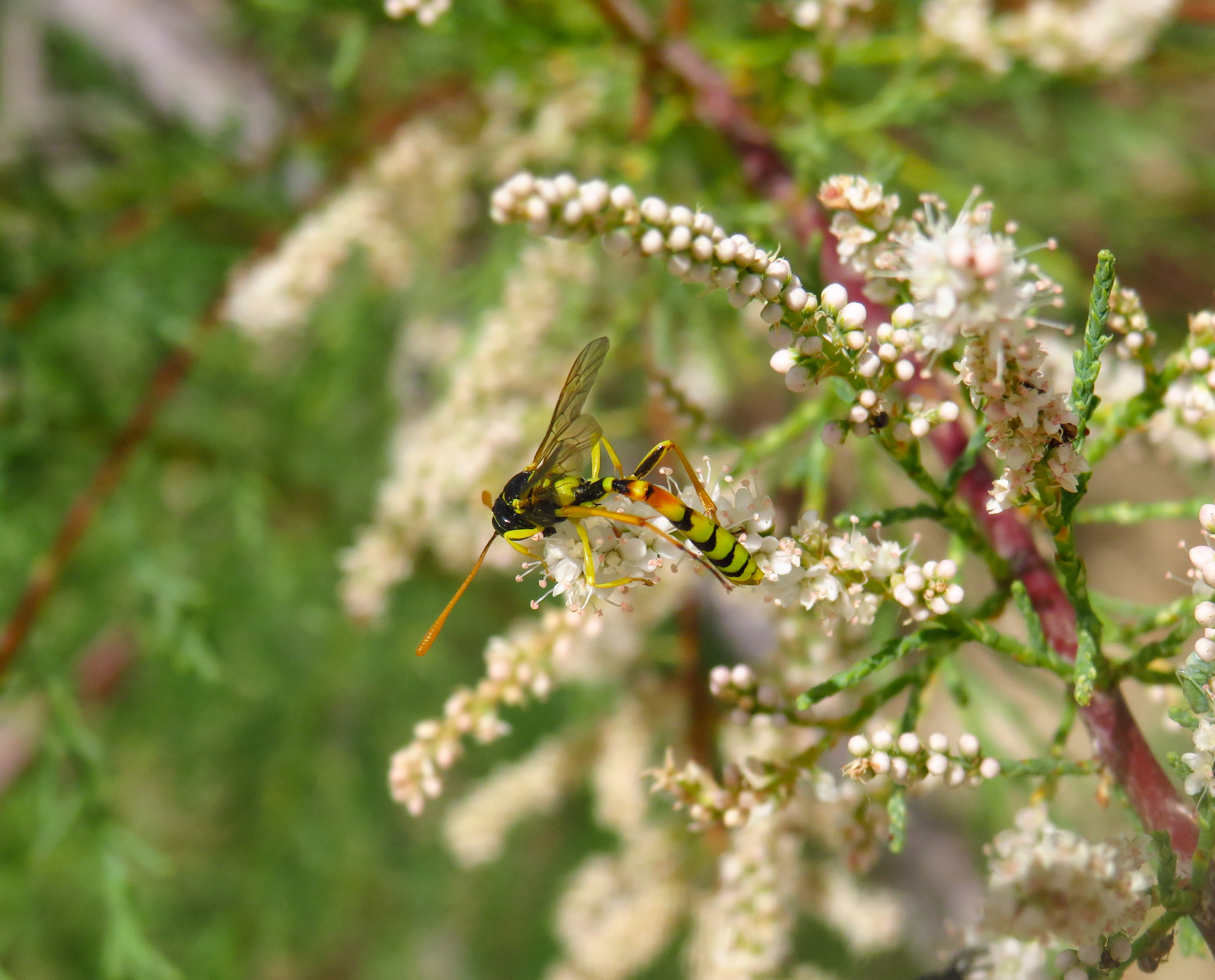
Hellwigia elegans en las Lagunas de Ambroz (Madrid).

Hellwigia es un género de avispas icneumónidas.